# Centre sportif Robert-Herbin
Le Centre sportif Robert-Herbin est le centre administratif, de formation et d'entraînement de l'AS Saint-Étienne, situé à L'Étrat, à 6 km au nord de Saint-Étienne. Il est inauguré en avril 1997.

## Situation du centre de l'Étrat
Créé dans le but d'être un centre de formation aux différents métiers du sport, il est depuis 2005 presque exclusivement réservé à la formation des jeunes Stéphanois. Des partenariats ont été passés avec certains clubs, tels l'OSE (Olympique St-Étienne), et établissements scolaires (Tézenas du Montcel).
En février 2006, l'ASSE y installe son siège administratif, historiquement situé dans le stade Geoffroy-Guichard. À l'écart du centre-ville, l'exposition médiatique moindre permet le traitement de certains dossiers dans une plus grande discrétion, notamment lorsqu'il s'agit d'accueillir dirigeants de club et agents de joueurs. Le revers de la médaille est justement un éloignement des supporters, même si certains entraînements sont toujours publics.
Le 28 juin 2012, l'AS Saint-Étienne devient officiellement propriétaire du centre, qu'elle louait jusque-là à Saint-Étienne Métropole, contre 6,2 millions d'euros. Ce rachat permettra au club de moderniser les installations sportives mais également améliorer les conditions d'accueil des spectateurs en construisant une tribune ou encore une brasserie.
Le centre se trouve au bord de la D 1498 à la sortie ouest de L'Étrat. Il se trouve notamment au bord du Furan, la rivière qui alimente la ville de Saint-Étienne. Le centre a un panorama sur Saint-Priest-en-Jarez et Villars. Il jouxte l'Hôpital Nord de Saint-Étienne, de l'autre côté du Furan.
Le 28 avril 2020, l'ASSE annonce dans un communiqué que son siège social et centre d'entraînement portera désormais le nom de Robert Herbin, figure emblématique du club décédé la veille.

## Centre de formation de footballeurs
Le Centre sportif Robert-Herbin accueille le centre de formation de l'AS Saint-Étienne. Il reçoit également les féminines, effectuant leur formation à l'AS Saint-Étienne et profitant des infrastructures du centre.

### Liste des internationaux formés à l’ASSE
L'ASSE a fourni de nombreux joueurs aux équipes nationales. Voici la liste de ceux qui ont été formés au club.
- Claude Abbes
- René Alpsteg
- Jonathan Bamba
- Dominique Bathenay
- Yohan Benalouane
- Georges Bereta
- Bernard Bosquier
- Aboubacar Sidiki Camara
- Zoumana Camara
- Mahdi Camara
- Jean Castaneda
- Adel Chedli
- Grégory Coupet
- Fousseni Diawara
- Ismaël Diomandé
- René Domingo
- Roudolphe Douala
- Nabil El Zhar
- Gérard Farison
- René Ferrier
- Wesley Fofana
- Yoann Folly
- Patrice Garande
- Faouzi Ghoulam
- Bafétimbi Gomis
- Josuha Guilavogui
- Robert Herbin
- Aimé Jacquet
- Gérard Janvion
- Jean-François Larios
- Jean-Michel Larqué
- Christian Lopez
- Habib Maïga
- Carl Medjani
- Frédéric Mendy
- Alain Merchadier
- Lucien Mettomo
- Alassane N'Dour
- Georges Peyroche
- Patrick Parizon
- Noah Raveyre
- Pierre Repellini
- Hervé Revelli
- Patrick Revelli
- Dominique Rocheteau
- Laurent Roussey
- Willy Sagnol
- Dylan Saint-Louis
- William Saliba
- Germain Sanou
- Christian Sarramagna
- Pape Sarr
- Ibrahima Sonko
- Christian Synaeghel
- Pape Thiaw
- Yves Triantafilos
- Richard Tylinski
- Kurt Zouma

### Autres joueurs professionnels formés à l’ASSE
Outre les joueurs devenus internationaux, le club a formé de nombreux autres joueurs professionnels parmi lesquels certains joueurs emblématiques de l'histoire du club comme Jacques Santini, Jérémie Janot ou Loïc Perrin.
Certains, bien que formés par l'AS Saint-Étienne, n'ont jamais joué en équipe première : c'est notamment le cas de Sylvain Armand, qui compte plus de 400 matchs de Ligue 1 à son actif, ou de joueurs moins connus comme Alexandre Barthe, Éric Bauthéac ou Marco Randrianantoanina. Voici une liste non exhaustive de certains joueurs notoires, ayant débuté leur carrière au sein du centre de formation.

### Joueuses formées à l’ASSE
Le club a également formé des joueuses au sein de sa section féminine, éventuellement devenues par la suite des joueuses évoluant dans des sélections internationales.
- Lætitia Agab
- Mylène Chavas
- Ludivine Coulomb
- Nesryne El Chad
- Yasmine Zouhir

## Installations
Superficies
- Superficie du domaine : 13 ha

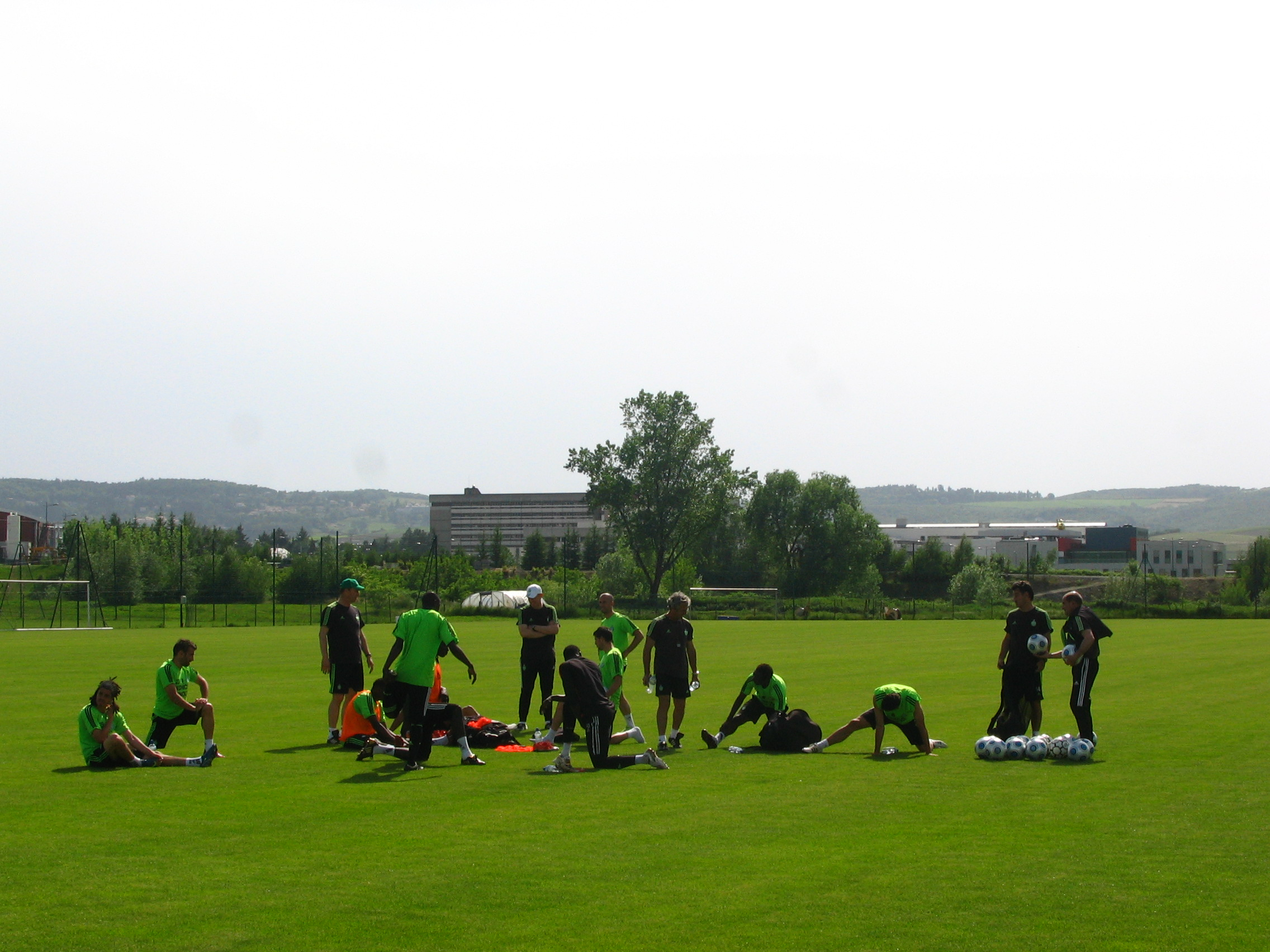
Joueurs de l'ASSE sur l'un des terrains d'entraînement en 2009.

- Superficie des bâtiments : 4 200 m²
- Parking intérieur gardienné de 50 places
- Espace clos grillagé à hauteur de 2 m

Hébergement
- Bâtiment de 4 200 m² sur trois niveaux
- 35 chambres simples ou doubles avec douche, WC et lavabo

Installations sportives
- 9 vestiaires avec douches
- 1 salle de musculation avec bain, sauna et bureau pour kinésithérapeute et médecin
- 1 terrain d’honneur gazonné 105 x 68 m
- 1 terrain synthétique 105 x 65 m
- 1 plaine de jeu gazonnée 140 x 140 m
- 3 terrains de jeu gazonnés 140 x 70 m
- 1 terrain synthétique couvert éclairé 75 x 45 m
- 1 piste de footing stabilisée 1,2 km
- 2 terrains tennis ballon

Installations pédagogiques
- Salles de classe-réunion
- 1 salle de conférence
- 1 salle de presse : la salle Gérard-Simonian

Restauration
- 1 cuisine équipée aux normes
- 1 restaurant collectif pouvant accueillir 100 personnes
- 1 restaurant club pouvant accueillir 50 invités

Divers
- 1 laverie équipée
- 1 salle de jeux, lecture et détente
- 1 salle TV